# Liste der Staatsoberhäupter 1867
Übersicht
◄◄ | ◄ | 1863 | 1864 | 1865 | 1866 | Liste der Staatsoberhäupter 1867 | 1868 | 1869 | 1870 | 1871 | ► | ►►

Weitere Ereignisse

## Afrika
- Ägypten
  - Vizekönig: Ismail Pascha (1863–1867)
  - Khedive: Ismail Pascha (1867–1879)

- Äthiopien
  - Kaiser: Theodor II. (1855–1868)

- Buganda
  - König: Mutesa I. (1856–1884)

- Bunyoro
  - König: Kyebambe IV. (1852–1869)

- Burundi
  - König: Mwezi IV. Gisabo (1852–1908)

- Dahomey
  - König: Glélé (1856–1889)

- Liberia
  - Präsident: Daniel Bashiel Warner (1864–1868)

- Marokko
  - Sultan: Sidi Mohammed IV. (1859–1873)

- Königreich Ruanda
  - König: Kigeri IV. (1853–1895)

- Kalifat von Sokoto
  - Kalif: Ali bin Bello II. (1866–1867)
  - Kalif: Ahmad Rufa'i (1867–1873)

- Südafrikanische Republik
  - Präsident: Marthinus Wessel Pretorius (1864–1871)

- Zulu
  - König: Mpande ka Senzangakhona (1840–1872)

## Amerika

### Nordamerika
- Kanada (Dominion ab 1. Juli)
  - Staatsoberhaupt: Königin Victoria (1. Juli 1867–1901)
  - Generalgouverneur: Viscount Charles Stanley Monck (1. Juli 1867–1869)
  - Regierungschef: Premierminister John A. Macdonald (1. Juli 1867–1873)

- Mexiko
  - Staats- und Regierungschef:
    1. Kaiser Maximilian I. (1864–19. Juni 1867)
    2. Präsident Benito Juárez (1861–1864, 19. Juni 1867–1872)

- Vereinigte Staaten von Amerika
  - Staats- und Regierungschef: Präsident Andrew Johnson (1865–1869)

### Mittelamerika
- Costa Rica
  - Staats- und Regierungschef: Präsident José María Castro Madriz (1847–1849, 1866–1868)

- Dominikanische Republik
  - Staats- und Regierungschef: ?

- El Salvador
  - Staats- und Regierungschef: Präsident Francisco Dueñas (1852–1854, 1863–1871)

- Guatemala
  - Staats- und Regierungschef: Präsident Vicente Cerna (1865–1871)

- Haiti
  - Staats- und Regierungschef:
    1. Präsident Fabre Geffrard (1859–13. März 1867)
    2. (provisorisch) Nissage Saget (20. März–2. Mai 1867)
    3. Präsident Sylvain Salnave (4. Mai 1867–1869)

- Honduras
  - Staats- und Regierungschef: Präsident José María Medina (1863–1872)

- Nicaragua
  - Staats- und Regierungschef:
    1. Präsident Tomás Martínez (1857–1. März 1867)
    2. Präsident Fernando Guzmán (1. März 1867–1871)

### Südamerika
- Argentinien
  - Staats- und Regierungschef: Präsident Bartolomé Mitre (1862–1868)

- Bolivien
  - Staats- und Regierungschef: Präsident Mariano Melgarejo (1864–1871)

- Brasilien
  - Herrscher: Kaiser Peter II. (1831–1889)

- Chile
  - Staats- und Regierungschef: Präsident José Joaquín Pérez (1861–1871)

- Ecuador
  - Staats- und Regierungschef:
    1. Präsident Jerónimo Carrión (1865–6. November 1867)
    2. (amtierend) Pedro José de Arteta (6. November 1867–1868)

- Kolumbien
  - Staats- und Regierungschef:
    1. Präsident Tomás Cipriano de Mosquera (1866–23. Mai 1867)
    2. Präsident Santos Acosta (23. Mai 1867–1868)

- Paraguay
  - Staats- und Regierungschef: Präsident Francisco Solano López (1862–1870)

- Peru (umstritten)
  - Staats- und Regierungschef: Präsident Mariano Ignacio Prado (1865–1868)

- Uruguay
  - Staats- und Regierungschef: (provisorisch) Venancio Flores (1865–1868)

- Venezuela
  - Staats- und Regierungschef: Präsident Juan Crisóstomo Falcón (1863–1868)

## Asien
- Abu Dhabi:
  - Emir: Zayed I. (1855–1909)

- Adschman:
  - Scheich: Humaid I. (1848–1872)

- Afghanistan
  - Emir: Mohammed Afzal Khan (1866–1867)
  - Emir: Shir Ali Khan (1867–1879)

- Bahrain:
  - Emir: Muhammad ibn Khalifah Al Khalifah (1842–1868)

- China (Qing-Dynastie):
  - Kaiser: Tongzhi (1861–1874)

- Britisch-Indien
  - Vizekönig: John Lawrence (1864–1869)

- Japan:
  - Kaiser: Kōmei (1846–1867)
  - Kaiser: Mutsuhito (1867–1912)
  - Shōgun: (Tokugawa): Tokugawa Yoshinobu (1867–1868)

- Korea:
  - König: Gojong (1864–1897)

- Kuwait:
  - Emir: Abdullah II. (1866–1892)

- Oman:
  - Sultan: Salim ibn Thuwaini (1866–1868)

- Persien (Kadscharen-Dynastie)
  - Schah: Naser od-Din Schah (1848–1896)

- Thailand
  - König: Mongkut, König von Thailand (1851–1868)

## Australien und Ozeanien
- Hawaii
  - König: Kamehameha V. (1863–1872)

## Europa
- Andorra
  - Co-Fürsten:
    - Kaiser von Frankreich: Napoleon III. (1848–1870)
    - Bischof von Urgell: Josep Caixal i Estradé (1851–1879)

- Baden
  - Großherzog: Friedrich I. (1852–1907)

- Bayern
  - König: Ludwig II. (1864–1886)

- Belgien
  - Staatsoberhaupt: König Leopold II. (1865–1909)
  - Regierungschef: Ministerpräsident Charles Rogier (1847–1852, 1857–1868)

- Dänemark
  - Staatsoberhaupt: König: Christian IX. (1863–1906)
  - Regierungschef: Ministerpräsident Christian Emil Krag-Juel-Vind-Frijs (1865–1870)

- Frankreich
  - Kaiser: Napoleon III. (1851–1870)

- Griechenland
  - König: Georg I. (1863–1913)

- Italien
  - König: Viktor Emanuel II. (1861–1878)

- Monaco
  - Fürst Karl III. (1856–1889)

- Montenegro (bis 1878 unter osmanischer Suzeränität)
  - Fürst: Nikola I. Petrović Njegoš (1860–1918) (ab 1910 König)

- Neutral-Moresnet
  - Herrscher: Leopold II. (1865–1909)
  - König: Wilhelm I. (1861–1888)
  - Bürgermeister: Joseph Kohl (1859–1882)

- Niederlande:
  - König: Wilhelm III. (1849–1890)

- Norddeutscher Bund
  - Preußen:
    - König: Wilhelm I. (1861–1888)

  - Hessen-Darmstadt
    - Großherzog: Ludwig III. (1848–1877)
      - Präsident des Gesamt-Ministeriums: Reinhard Carl Friedrich von Dalwigk (1850–1871)

  - Mecklenburg-Schwerin
    - Großherzog: Friedrich Franz II. (1842–1883)
      - Präsident des Staatsministeriums: Jasper von Oertzen (1858–1869)

  - Mecklenburg-Strelitz
    - Großherzog: Friedrich Wilhelm (1860–1904)
      - Staatsminister: Bernhard Ernst von Bülow (1862–1868)

  - Oldenburg
    - Großherzog: Nikolaus Friedrich Peter (1853–1900)
      - Staatsminister: Peter Friedrich Ludwig Freiherr von Rössing (1851–1874)

  - Sachsen-Weimar-Eisenach
    - Großherzog: Carl Alexander (1853–1901)

  - Anhalt
    - Herzog: Leopold IV. (1863–1871)

  - Herzogtum Braunschweig
    - Herzog: Wilhelm (1830–1884)

  - Herzogtum Sachsen-Meiningen
    - Herzog: Georg II. (1866–1914)

  - Sachsen-Altenburg
    - Herzog: Ernst I. (1853–1908)

  - Sachsen-Coburg und Gotha
    - Herzog: Ernst II. (1844–1893)
      - Staatsminister: Camillo von Seebach (1849–1888)

  - Lippe
    - Fürst: Leopold III. (1851–1875)

  - Reuß ältere Linie
    - Fürst: Heinrich XXII. (1867–1902)

  - Reuß jüngere Linie
    - Fürst: Heinrich XIV.

  - Sachsen:
    - König: Johann I. (1854–1873)
      - Vorsitzender des Gesamtministeriums: Johann Paul von Falkenstein (1866–1871)

  - Schaumburg-Lippe
    - Fürst: Adolf I. Georg (1860–1893)

  - Schwarzburg-Rudolstadt
    - Fürst: Georg I. Albert

  - Schwarzburg-Sondershausen
    - Fürst: Günther Friedrich Carl II.

  - Waldeck und Pyrmont
    - Fürst: Georg Viktor (1845–1893)
      - Regierungsrat: Carl Winterberg (1851–1867)

  - Württemberg
    - König: Karl (1864–1891)
      - Staatsminister: Karl Freiherr von Varnbüler (1864–1870)

- Norwegen
  - König: Karl IV. (1859–1872) (identisch mit Karl XV. von Schweden; Norwegisch-Schwedische Personalunion)

- Osmanisches Reich:
  - Sultan: Abdülaziz (1861–1876)

- Österreich
  - Kaiser: Franz Joseph I. (1848–1916)

- Portugal
  - König: Ludwig I. (1861–1889)

- Rumänien (bis 1878 unter osmanischer Suzeränität)
  - Staatsoberhaupt: Fürst Karl I. (1866–1914) (ab 1881 König)
  - Regierungschef:
    - Ministerpräsident Ion Ghica (1866, 1866–1867, 1870–1871)
    - Ministerpräsident Constantin A. Crețulescu (1867)
    - Ministerpräsident Ștefan Golescu (1867–1868)

- Russland
  - Kaiser: Alexander II. (1855–1881)

- Schweden
  - König: Karl XV. (1859–1872) (1859–1872 König von Norwegen)

- Serbien (bis 1878 unter osmanischer Suzeränität)
  - Fürst: Mihailo Obrenović III. (1839–1842, 1860–1868)

- Spanien
  - Königin: Isabella II. (1833–1868)

- Ungarn
  - König: Franz Joseph I. (1848–1916) (1848–1916 König von Böhmen, 1848–1916 Kaiser von Österreich)

- Vereinigtes Königreich
  - Staatsoberhaupt: Königin Victoria (1837–1901) (1877–1901 Kaiserin von Indien)
  - Regierungschef: Premierminister Edward Smith-Stanley, 14. Earl of Derby (1852, 1858–1859, 1866–1868)